# Yasin Ali Egal
Yasin Ali Egal (Somalia; 3 de enero de 1981) es un exfutbolista de Somalia que jugaba en la posición de defensa.

## Carrera

### Club
| Periodo   | Club       |
| --------- | ---------- |
| 2003–2005 | Elman FC   |
| 2006–2014 | Banadir SC |

### Selección nacional
Jugó para Somalia de 2003 a 2011, jugando su primer partido en la derrota por 0-5 ante Ghana el 16 de noviembre de 2003 en la clasificación de CAF para la Copa Mundial de Fútbol de 2006.
Después fue el capitán de la selección nacional y actualmente es el jugador con más apariciones con Somalia.

## Logros
- Primera División de Somalia: 4

2004, 2008/09, 2009/10, 2013/14
- Copa de Somalia: 1

2012